# Stano Dančiak
Stano Dančiak (Pozsony, 1942. október 26. – Pozsony, 2018. augusztus 4.) szlovák színész.

## Filmjei
- Na pochode sa vždy nespieva (1961)
- Námestie svätej Alžbety (1966)
- Kým sa skončí táto noc (1966)
- Gyilkos a túlvilágról (Vrah zo záhrobia) (1967)
- Zločin slečny Bacilpýšky (1970)
- A szép maneken esete (Prípad krásnej nerestnice) (1974)
- Rejtett forrás (Skrytý prameň) (1974)
- Sebechlebskí hudci (1976)
- Poéma o svedomí (1979)
- Sojky v hlave (1983)
- Prodavač humoru (1984)
- Návrat Jána Petru (1986)
- Szerencsefia (Mikola a Mikolko) (1988)
- Monti csárdás (Montiho čardáš) (1989)
- Chodník cez Dunaj (1989, tv-film)
- Súkromné životy (1991)
- Lepšie byť bohatý a zdravý ako chudobný a chorý (1992)
- …ani smrt nebere! (1996)
- Lea (1996)
- Babilon folyói (Rivers of Babylon) (1998)
- Bud Bindi (1999, tv-film)
- Holdkór (Šílení) (2005)